# Acyl
Nhóm acyl là một nhóm chức được tổng hợp bằng cách tách một hay nhiều nhóm hydroxyl của oxoacid.. Trong hóa hữu cơ, nhóm acyl thường được tổng hợp từ một acid carboxylic (RCOOH. Do đó, công thức của nhóm acyl là RC(=O)-, với một liên kết đôi giữa nguyên tử carbon và nguyên tử oxy (nhóm carbonyl), và một liên đơn giữa nhóm R với carbin. Nhóm acyl cũng có thể tổng hợp từ các acid khác như acid sulfonic, acid phosphonic...
Acyl halogen có thể được sử dụng trong phản ứng acyl hóa Friedel-Crafts để gắn nhóm acyl vào hợp chất thơm.
Trong ngành hóa sinh, Acyl-CoA có được từ sự chuyển hóa acid béo.

## Ví dụ
Nhóm acyl có tên bằng cách thay đuôi -ic bằng -yl như bảng dưới đây. Cần chú ý các nhóm methyl, ethyl, propyl, butyl v.v.. không thuộc nhóm acyl mặc dù có đuôi -yl.
| Tên nhóm acyl (R-CO-) | Tên nhóm acyl (R-CO-) | Acid carboxylic tương ứng (R-CO-OH) | Acid carboxylic tương ứng (R-CO-OH) |
| thông thường          | quy tắc               | thông thường                        | quy tắc                             |
| --------------------- | --------------------- | ----------------------------------- | ----------------------------------- |
| formyl                | methanoyl             | acid formic                         | acid methanoic                      |
| acetyl                | ethanoyl              | acid acetic                         | acid ethanoic                       |
| propionyl             | propanoyl             | acid propionic                      | acid propanoic                      |
| benzoyl               | benzoyl               | acid benzoic                        | acid benzoic                        |
| acryl                 | propenoyl             | acid acrylic                        | acid propenoic                      |